# Теншебре
Теншебре́ (фр. Tinchebray) — колишній муніципалітет у Франції, у регіоні Нормандія, департамент Орн. Населення — 2610 осіб (2011).
Муніципалітет був розташований на відстані близько 230 км на захід від Парижа, 55 км на південний захід від Кана, 75 км на північний захід від Алансона.

## Історія
До 2015 року муніципалітет перебував у складі регіону Нижня Нормандія. Від 1 січня 2016 року належав до нового об'єднаного регіону Нормандія.
1 січня 2015 року Теншебре, Бошен, Френ, Ларшам, Сен-Корньє-де-Ланд, Сен-Жан-де-Буа i Івранд було об'єднано в новий муніципалітет Теншебре-Бокаж.

## Демографія
Динаміка населення (EHESS і Insee ):
Розподіл населення за віком та статтю (2006):
| Стать | Всього | До 15 років | 15-24 | 25-44 | 45-64 | 65-85 | Понад 85 |
| --- | ------ | ----------- | ----- | ----- | ----- | ----- | -------- |
| Чоловіки | 1266   | 160         | 161   | 260   | 395   | 229   | 61       |
| Жінки | 1404   | 164         | 144   | 227   | 449   | 344   | 76       |
| \| Статево-вікова піраміда \| Статево-вікова піраміда \| Статево-вікова піраміда \| \| ----------------------- \| ----------------------- \| ----------------------- \| \| Чоловіки \| Вік \| Жінки \| \| 61 \| 85 + \| 76 \| \| 53 \| 80-84 \| 102 \| \| 45 \| 75-79 \| 123 \| \| 57 \| 70-74 \| 53 \| \| 74 \| 65-69 \| 66 \| \| 95 \| 60-64 \| 144 \| \| 123 \| 55-59 \| 103 \| \| 107 \| 50-54 \| 91 \| \| 70 \| 45-49 \| 111 \| \| 70 \| 40-44 \| 74 \| \| 58 \| 35-39 \| 58 \| \| 62 \| 30-34 \| 37 \| \| 70 \| 25-29 \| 58 \| \| 55 \| 20-24 \| 95 \| \| 106 \| 15-20 \| 49 \| \| 45 \| 10-14 \| 62 \| \| 49 \| 5-9 \| 53 \| \| 66 \| 0-4 \| 49 \| |        |             |       |       |       |       |          |
| Статево-вікова піраміда |        |             |       |       |       |       |          |
| Чоловіки | Вік    | Жінки       |       |       |       |       |          |
| 61 | 85 +   | 76          |       |       |       |       |          |
| 53 | 80-84  | 102         |       |       |       |       |          |
| 45 | 75-79  | 123         |       |       |       |       |          |
| 57 | 70-74  | 53          |       |       |       |       |          |
| 74 | 65-69  | 66          |       |       |       |       |          |
| 95 | 60-64  | 144         |       |       |       |       |          |
| 123 | 55-59  | 103         |       |       |       |       |          |
| 107 | 50-54  | 91          |       |       |       |       |          |
| 70 | 45-49  | 111         |       |       |       |       |          |
| 70 | 40-44  | 74          |       |       |       |       |          |
| 58 | 35-39  | 58          |       |       |       |       |          |
| 62 | 30-34  | 37          |       |       |       |       |          |
| 70 | 25-29  | 58          |       |       |       |       |          |
| 55 | 20-24  | 95          |       |       |       |       |          |
| 106 | 15-20  | 49          |       |       |       |       |          |
| 45 | 10-14  | 62          |       |       |       |       |          |
| 49 | 5-9    | 53          |       |       |       |       |          |
| 66 | 0-4    | 49          |       |       |       |       |          |

## Економіка
2010 року серед 1450 осіб працездатного віку (15—64 років) 1006 були активними, 444 — неактивними (показник активності 69,4%, у 1999 році було 71,0%). З 1006 активних мешканців працювало 914 осіб (490 чоловіків та 424 жінки), безробітними було 92 (38 чоловіків та 54 жінки). Серед 444 неактивних 128 осіб було учнями чи студентами, 199 — пенсіонерами, 117 були неактивними з інших причин.

У 2010 році в муніципалітеті числилось 1216 оподаткованих домогосподарств, у яких проживали 2536,5 особи, медіана доходів виносила 16 368 євро на одного особоспоживача